# طقوس فتح الفم

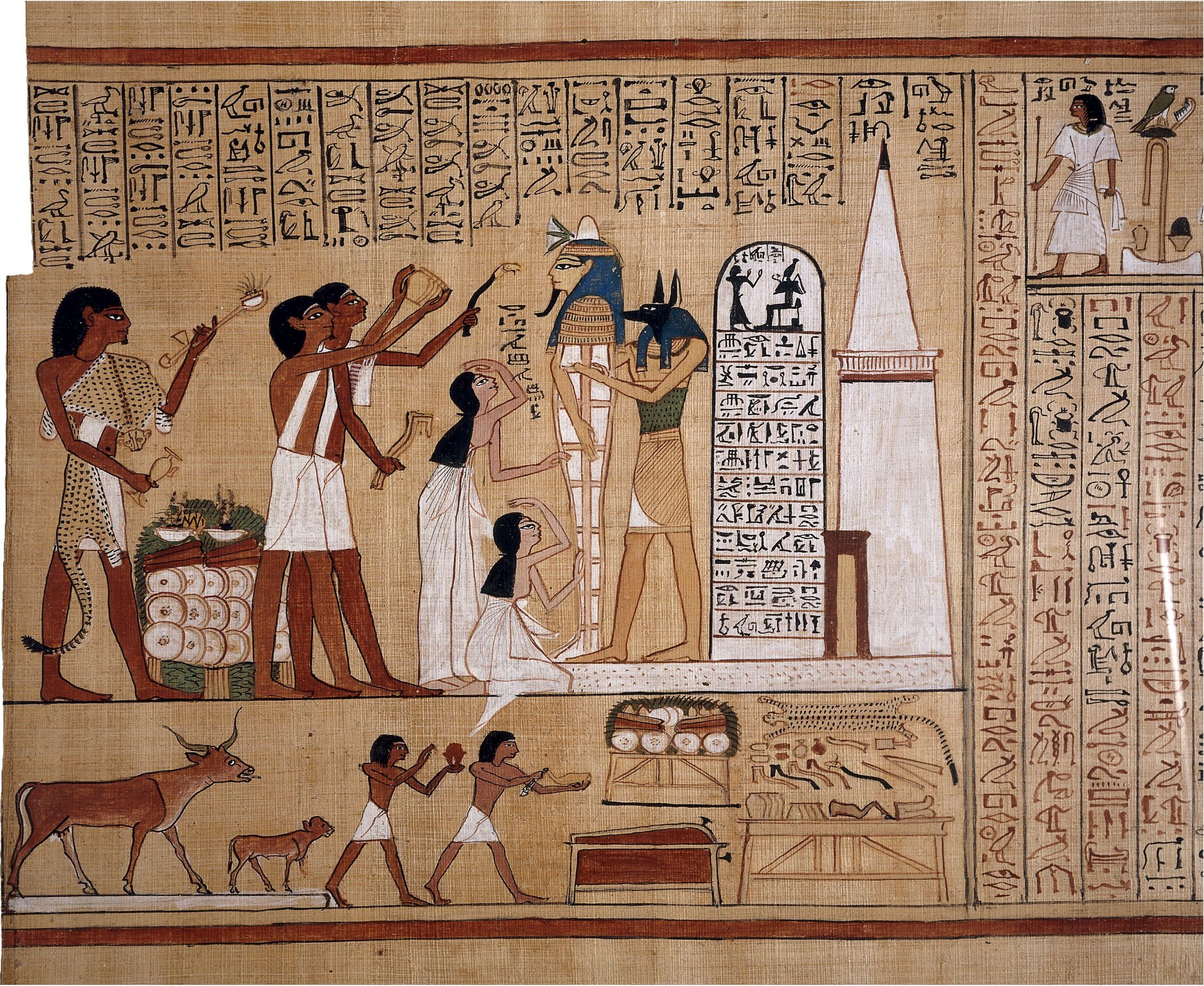
كهنة أنوبيس، إله الحنيط والقبور, يؤدون طقوس فتح الفم على المومياء.(من بردية هوننفر ، 1290 قبل الميلاد)

طقوس فتح الفم (بالإنجليزية: Opening of the mouth ceremony) هي طقوس كان قدماء المصريين يتبعونها منذ القدم أثناء تحنيط المتوفى. بعد أن يتم تحنيط جسد المتوفي ويصبح مغطى تماما بلفائف التيل كانت تجرى عليه طقوس فتح الفم قبل وضعه في التابوت، ويكون ذلك في حضور الكهنة وأقاربه. وكان الغرض من تلك الطقوس تمكين المومياء من الكلام بعد البعث، واستعادة النفس. ويقرأ الكهنة أثناء تلك الطقوس أدعية ونصوص محددة. وكانت عملية فتح الفم تؤدى بأداة يدوية خاصة على المومياء.
كانت طقوس إعادة الروح تؤدى قبل عصر الأسرات. ومنذ الدولة القديمة كان الفراعنة يطلبون عمل تماثيل لهم يحتفظ بها في أماكن خاصة حتى بعد موتهم. وبعد وفاة الملك كان كهنة حورس يضعون تمثال الملك في ضريحه المقدس، فيكون قد اتخذ صورة أوزوريس. وبعد
إتمام تحنيط جثته التي كانت تسغرق 70 يوم، ويقوم كهنة أنوبيس بإتمام طقوس فتح الفم .
وكان من مراسيم فتح الفم ذبح أبقار كضحية (أضحو).

## تعليم الطقوس في مصر القديمة
تعود طقوس فتح الفم في مصر القديمة إلى عصر ما قبل الأسرات. وكانت أولا تجرى على تماثيل الآلهة قبل وضع الملابس عليها وتزيينها ثُم وضعها في مكانه بالمعبد.
. وبمرور الوقت اكتسبت صبح الطقوس منزلة روحانية، وكانت تؤدي لفرعون ابتداءا من الاسرتين الأولى والثانية، وابتداءا من الأسرة الرابعة لكبار الدولة وعمد المدن. ويبدو أن الطقوس تطورت حتى أصبحت في صورتها التي نجدها خلال الدولة الحديثة. واستمرت تلك الطقوس حتى نهاية العصر الفرعوني حيث كانت تؤدى أيضا على أوشبتي مومياوات الحيوانات .

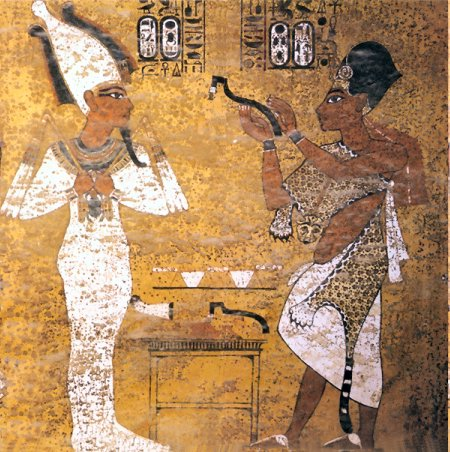
آي performing the Opening of the Mouth for توت عنخ آمون

ونعرف تلك المراسيم والدعوات من نصوص الأهرام وكذلك من بعض الأواني الفخارية ؛ واما تمثيلها في مشاهد مستفيضة فنعرفها من عصر الدولة الحديثة. فوجدها علماء الآثار في مقابر الوزراء والعمد، مثل رخميرع الذي كان وزيرا للفرعون سيتي الأول وغيره. كما عثر علماء الآثار أيضا على برديات ومخطوطات في المعابد وشقفات مرسومة ومكتوبة وكلها من عصر الدولة الحديثة.

## علاقة بالمزمور 51
يجد علماء الآثار علاقة وتماثل بين طقوس فتح الفم لدى قدماء المصريين ومزمور 51 في التوراة.
تتلخص تلك التشابهات في الجمل التالية:

- ذكر طقوس تغسيل الجثة وتعطيرها والأعشاب (مزمور 51 ,جملة 7)
- تصحيح كسور الجسم (جملة 8)
- يا إلهي، افتح شفتاي (جملة 15)
- الضحية (الجمل : 16 و17 و18 )

## اقرأ أيضا
- ناووس
- كتاب الموتى
- رخميرع
- نصوص الأهرام
- نصوص التوابيت
- أولاد حورس